# San Pietro in Guarano
San Pietro in Guarano è un comune italiano di 3 316 abitanti della provincia di Cosenza, in Calabria. Il territorio comunale si trova quasi al centro della Provincia. Il nucleo principale è arroccato su una collina appartenente all'area geografica della Presila cosentina. 
Nel suo territorio ricade la cima di Monte Scuro (1633 m s.l.m.) una delle vette più alte dell'altopiano silano e il Valico Sierra del Fiego a 1 435 metri s.l.m. Il territorio ha un'altitudine compresa tra 164 e 1 633 metri s.l.m. La superficie si estende dalla Valle del Crati al Fago del Soldato (frazione di Celico) in piena Sila.
Ricade in parte nel territorio di San Pietro in Guarano il monte Santo Janni da cui prende nome la piccola località del comune.

## Storia
Il primo nucleo abitato di San Pietro in Guarano risalirebbe all'epoca romana, più precisamente al II secolo a.C. Ciò è testimoniato da alcuni ritrovamenti in località Vigne. Durante l'occupazione da parte dei francesi che risale all'800, gli abitanti del paese si ribellarono ai loro soprusi, tra cui il saccheggio delle case; questo evento è ricordato dal quadro della Madonna custodito nella chiesa di San Pietro Apostolo. In particolare, è noto che il 3 ottobre 1806 il brigante Francatrippa attaccò San Pietro in Guarano alla testa di seicento uomini insieme a Lorenzo Martire, e ai realisti di Rovito guidati da Serafino Clemente. Piombarono sui francesi guidati da Deguisanges mettendoli in fuga e facendo ventitré prigionieri. Questi vennero poi arsi vivi nella piazza del paese.

### Simboli
Lo stemma del Comune di San Pietro in Guarano è stato concesso con decreto del presidente della Repubblica del 2 ottobre 2006.
Il gonfalone è un drappo di bianco con la bordatura di rosso.

## Monumenti e luoghi d'interesse

### Chiesa madre di Santa Maria in Gerusalemme

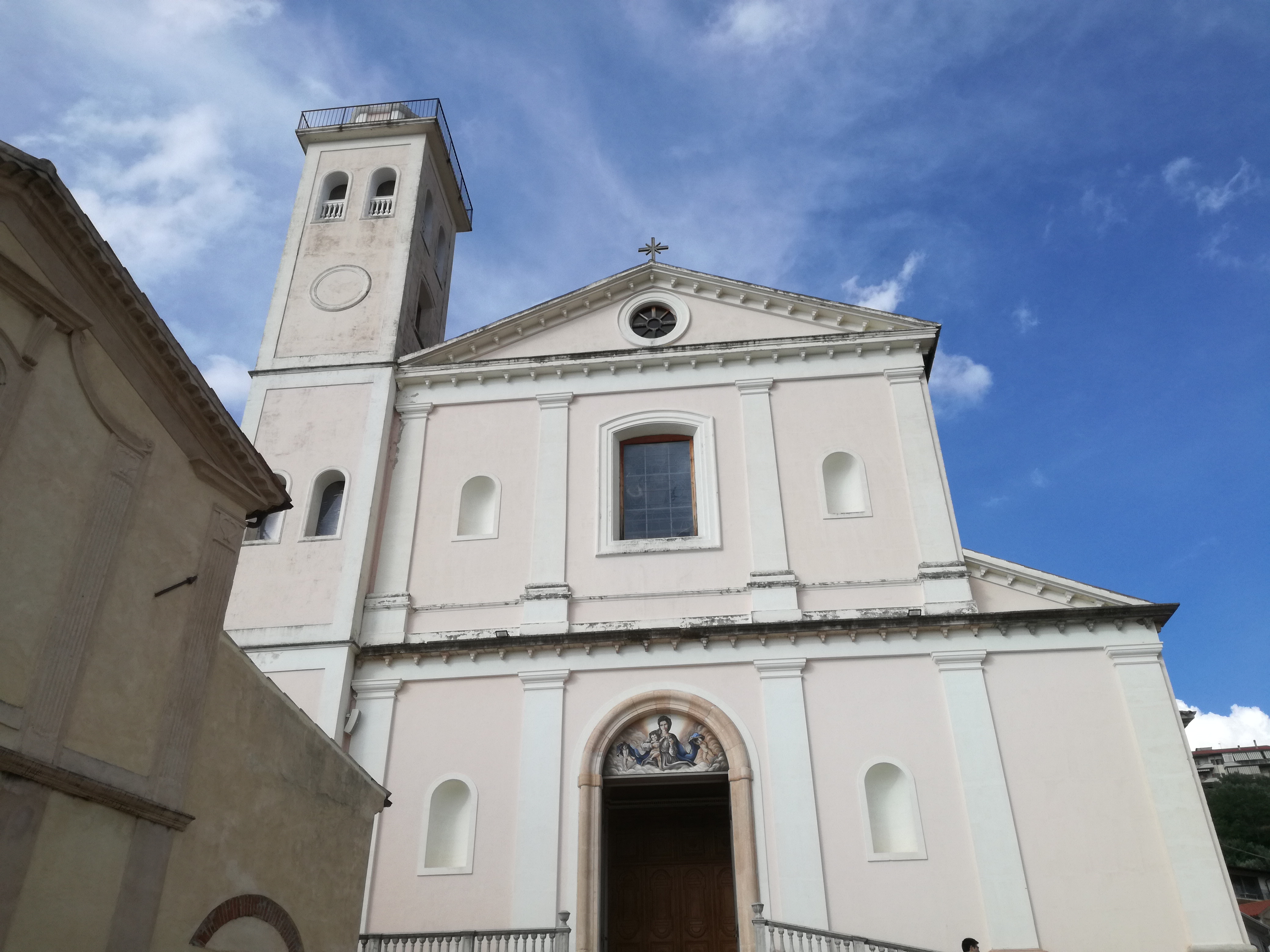
Facciata

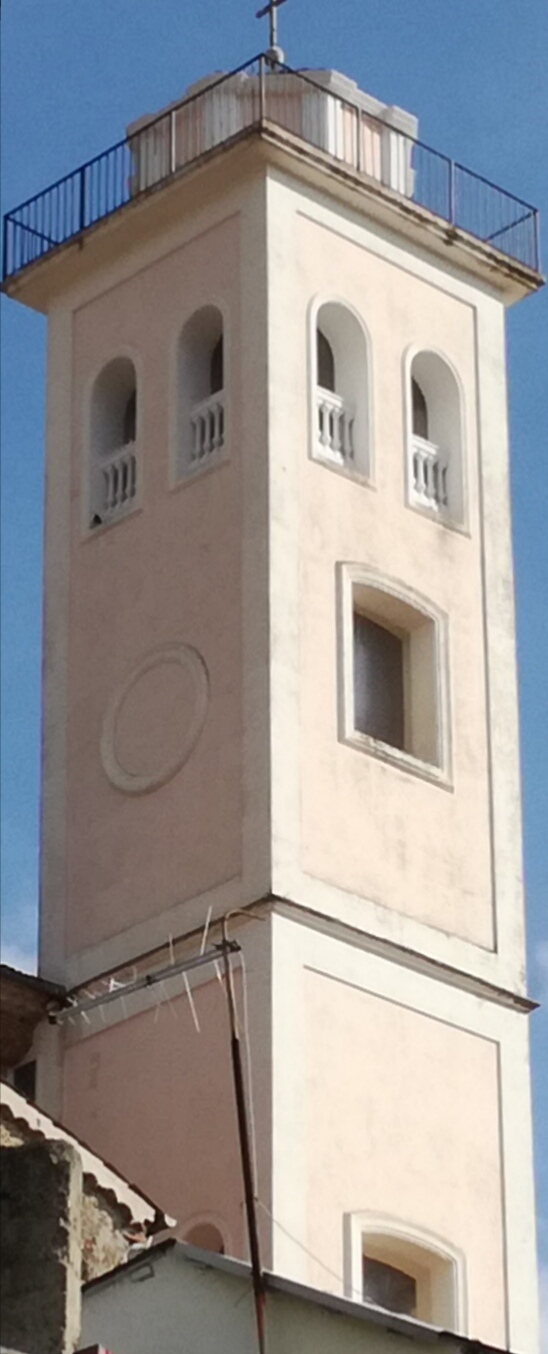
Campanile

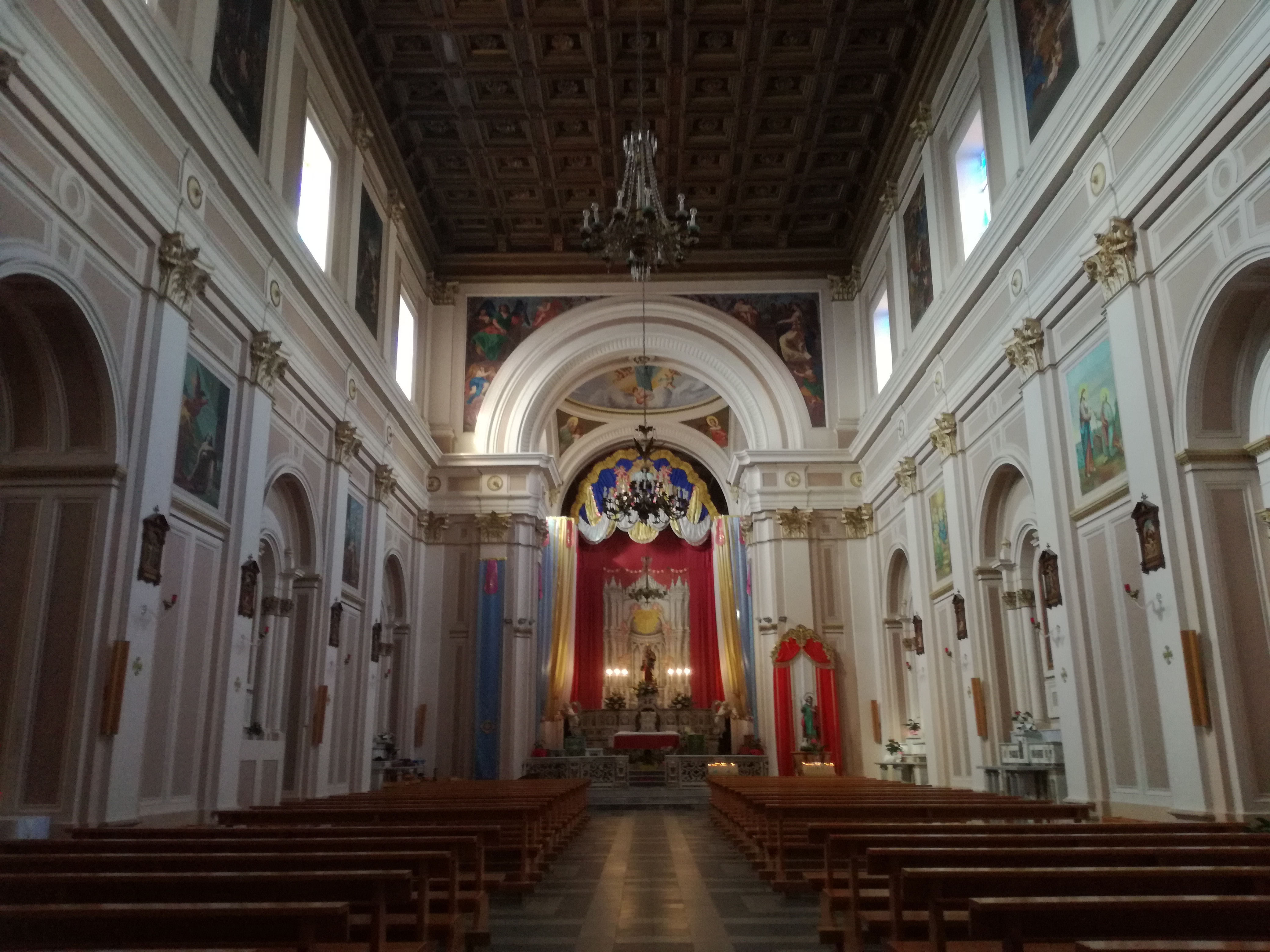
Interno (navata)

Santa Maria in Gerusalemme è il nome della maestosa chiesa che sorge al centro del paese. Considerata un Duomo, sovrasta il paese rendendo sia essa che il centro abitato visibile e facilmente distinguibile da chilometri di distanza.
Fu costruita a partire dal 1891, ma la data ufficiale della prima pietra posta risale al 29 giugno 1892.
La vecchia chiesa di Santa Maria in Gerusalemme, ora San Pietro Apostolo (purtroppo chiusa per restauro ormai da anni) non riusciva più ad accogliere la massa dei fedeli, pertanto si iniziò la costruzione di questa nuova chiesa.
Fu inaugurata e benedetta il 5 febbraio 1902 in occasione della festa votiva per il terribile terremoto del 1783. Mancavano ancora i lavori di decorazione ma poteva essere adibita al culto almeno nei giorni solenni. I lavori durarono circa trent'anni ma il risultato ripago' gli sforzi profusi. Con il titolo di Santa Maria in Gerusalemme sono indicate la chiesa e la Beata Vergine Maria, patrona principale del paese. La bellissima statua di Maria con Bambin Gesù, posta all'interno della chiesa, ha ai piedi il Bambinello appartenente alla vecchia statua annerito. 
La vecchia statua posta nella chiesa vecchia, venne incendiata durante l'occupazione francese ma il Bambinello si salvò miracolosamente; il dipinto sul soffitto mostra ancora numerosi fori prodotti dai proiettili esplosi dai francesi. Questi ultimi incendiarono il paese fuggendo illesi ma si imbatterono in una fitta nebbia e precipitarono da una rupe vicino all'attuale contada Padula. In quel luogo una signora lavava i panni nel fiume e un militare francese collegò la sciagura alla rappresaglia compiuta; la Vergine Maria li aveva forse puniti, così lasciò alla signora alcune monete supplicando di costruire una cappelletta alla Madonna: così fu. L'attuale nicchia sulla rupe, o in dialetto locale "Timpa di Francesi", è però dedicata alla Madonna del Carmine.
La Vergine patrona del paese è venerata anche come Santa Maria di Gerusalemme, Madonna di Gerusalemme o semplicemente Santa Maria.

### Altre architetture civili e religiose
- Palazzo comunale, un tempo residenza del barone Raffaele Collice.
- Fontana di giugno o più comunemente chiamata: "Pietru Giugnu" nel dialetto locale.
- Imponente viadotto delle Ferrovie della Calabria (Viadotto San Pietro in Guarano).
- Palazzo De Cardona.
- Nella frazione di Padula vi è una chiesa, edificata nel 1995 e dedicata alla Madonna di Fátima.
- Imponente Chiesa Madre di Santa Maria in Gerusalemme in San Pietro in Guarano centro, con la statua della Madonna, patrona del paese.
- Tempio/Chiesa di Maria Santissima Madre della Consolazione (o della Cintura, o dell'alta Cona) nel cimitero comunale che è posto a monte della frazione di San Benedetto.
- Chiesa dello Spirito Santo a Redipiano, con la statua di Maria S.S. di Costantinopoli, patrona della frazione.

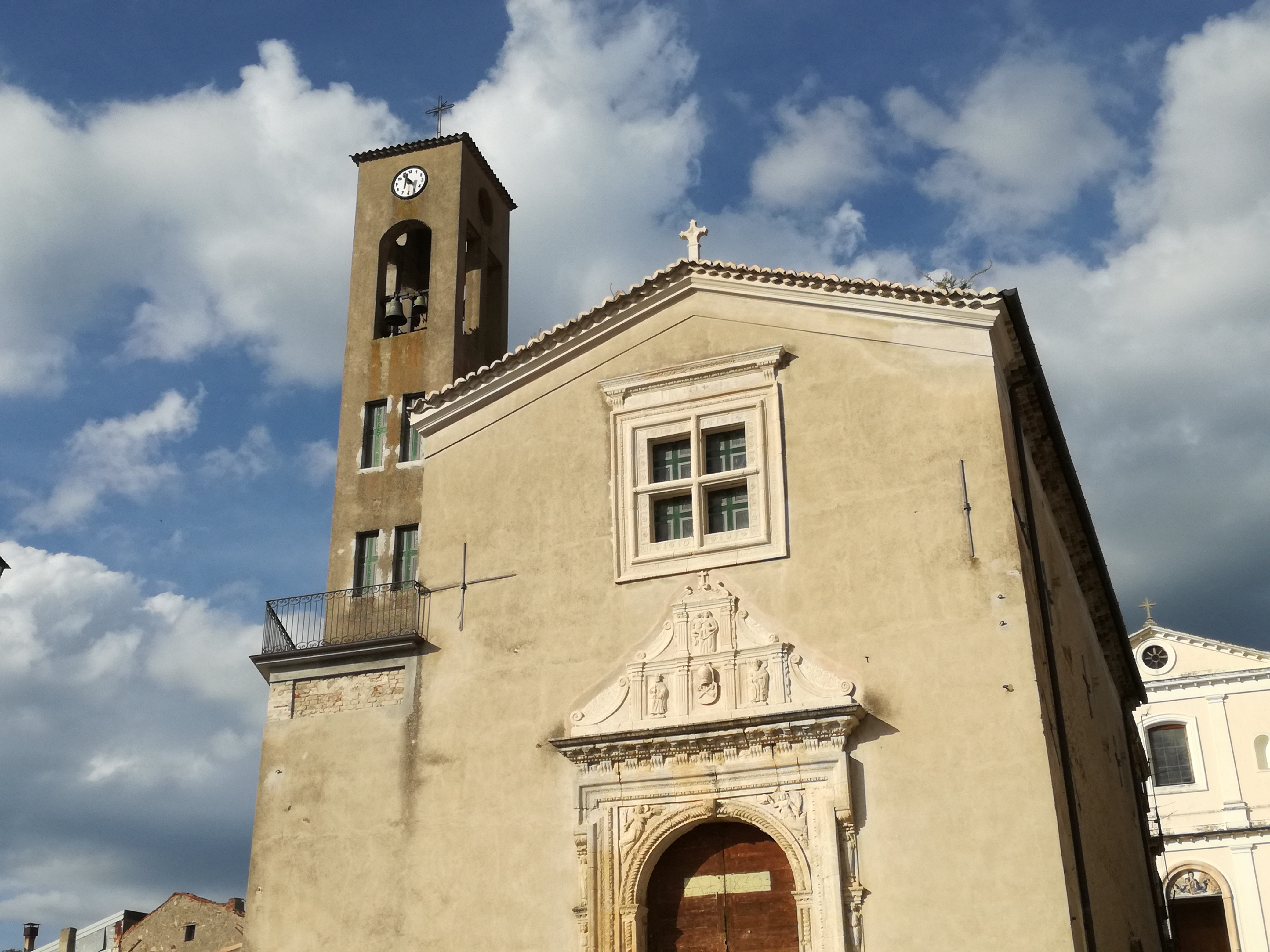
Chiesa di San Pietro - Facciata col campanile

- Chiesa di San Pietro Apostolo, in San Pietro in Guarano centro, che reca sul soffitto il dipinto di Maria Santissima attinto dai colpi di fucile esplosi dai francesi prima di dare alle fiamme il paese.

## Società

### Evoluzione demografica
Abitanti censiti

La sua evoluzione demografica ha avuto prima un aumento, poi un ribasso e infine una stabilizzazione, come si può notare nel grafico. Il suo massimo è stato nel 1951, con 4 471 abitanti e il minimo è stato nel 1861, con 3 055 abitanti.
A San Pietro in Guarano risiedono 52 stranieri.

## Frazioni
Il comune comprende le frazioni di San Benedetto, Redipiano e Padula. Sono inoltre presenti altri piccoli nuclei abitativi quali: Cervali, Santa Lucia, Terratelle, Cerasito, Santo Janni, Scarparella. 

### Padula
Padula è il secondo centro più popoloso dopo il capoluogo comunale con una popolazione di oltre 850 abitanti. Sorge su delle colline dai 180 ai 320 m s.l.m. a ridosso della città di Cosenza da cui dista appena 4 km. È la località a maggior incremento demografico. La patrona è Nostra Signora di Fátima festeggiata nel mese di maggio. La splendida statua della Vergine è custodita nella chiesa a Lei intitolata. Padula ha un clima afoso e secco in estate anche se non mancano brevi temporali, molto umido e fresco in inverno, con abbondanti piogge, scarse le nevicate per via del cambiamento climatico. Nel gennaio 2017 la contrada scese a −9 °C, in assoluto la temperatura più fredda di sempre.

### San Benedetto
San Benedetto in Guarano o semplicemente San Benedetto ( "Santu Béneríttu" in dialetto locale) è la frazione più vicina al capoluogo, appena 1 km. Sorge a 532 m s.l.m. con una popolazione di 463 abitanti. Patrono della frazione è Sant'Andrea Apostolo ma molto sentiti sono il culto e la festa della Madonna della Consolazione, venerata nell'omonima chiesa del cimitero locale. Si tramanda che più volte la Madonna avrebbe salvato la frazione da varie calamità.